# Sindaci di Alessandria
Di seguito l'elenco cronologico dei sindaci di Alessandria e delle altre figure apicali equivalenti che si sono succedute nel corso della storia.

## Origini (1168-1197)
| Podestà                  | Podestà                  | Podestà   | Podestà   | Podestà |
| Nome                     | Nome                     | Mandato   | Mandato   |         |
| ------------------------ | ------------------------ | --------- | --------- | ------- |
| -                        | -                        | 1168–1172 | 1168–1172 |         |
| Rodolfo da Concesio      | Rodolfo da Concesio      | 1173      | 1177      |         |
| -                        | -                        | 1178–1189 | 1178–1189 |         |
| Guidettino Visconti      | Guidettino Visconti      | 1190      | 1190      |         |
| -                        | -                        | 1191      | 1191      |         |
| -                        | -                        | 1192      | 1192      |         |
| Aliprando Faba (Fava)    | Aliprando Faba (Fava)    | 1193      | 1193      |         |
| -                        | -                        | 1194–1196 | 1194–1196 |         |
| Guglielmo Della Pusterla | Guglielmo Della Pusterla | 1197      | 1197      |         |

| Console          | Console          | Console | Console | Console |
| Nome             | Nome             | Mandato | Mandato |         |
| ---------------- | ---------------- | ------- | ------- | ------- |
| Bonifacio Guasco | Bonifacio Guasco | 1191    | 1191    |         |

## Età comunale (1198-1347)
| Podestà                     | Podestà                     | Podestà   | Podestà   | Podestà |
| Nome                        | Nome                        | Mandato   | Mandato   |         |
| --------------------------- | --------------------------- | --------- | --------- | ------- |
| Guglielmo Della Pusterla    | Guglielmo Della Pusterla    | 1198      | 1198      |         |
| Vermo Mandelli              | Vermo Mandelli              | 1199      | 1199      |         |
| -                           | -                           | 1200      | 1200      |         |
| -                           | -                           | 1201      | 1201      |         |
| Opizzone Ossa               | Opizzone Ossa               | 1202      | 1202      |         |
| Corrado Camar               | Corrado Camar               | 1203      | 1203      |         |
| -                           | -                           | 1204      | 1204      |         |
| Amizio Boltraffi            | Amizio Boltraffi            | 1205      | 1205      |         |
| Pietro Pietrasanta          | Pietro Pietrasanta          | 1206      | 1206      |         |
| -                           | -                           | 1207      | 1207      |         |
| Alberto Fontana             | Alberto Fontana             | 1208      | 1208      |         |
| Guglielmo Abbiate           | Guglielmo Abbiate           | 1209      | 1209      |         |
| Guiffredotto Grassello      | Guiffredotto Grassello      | 1210      | 1210      |         |
| Drudo Martello              | Drudo Martello              | 1211      | 1211      |         |
| Roffino Avogadro            | Roffino Avogadro            | 1212      | 1212      |         |
| ? della Pusterla            | ? della Pusterla            | 1213      | 1213      |         |
| -                           | -                           | 1214      | 1214      |         |
| Niccolò Ardigo              | Niccolò Ardigo              | 1215      | 1215      |         |
| Ottoberto Croce             | Ottoberto Croce             | 1216      | 1216      |         |
| Vermo Mandelli              | Vermo Mandelli              | 1217      | 1217      |         |
| Pietro Carraria             | Pietro Carraria             | 1218      | 1218      |         |
| Guiffredo Pirovano          | Guiffredo Pirovano          | 1219      | 1219      |         |
| Ruffino Mandelli            | Ruffino Mandelli            | 1220      | 1220      |         |
| Guglielmo Della Pusterla    | Guglielmo Della Pusterla    | 1221      | 1221      |         |
| -                           | -                           | 1222      | 1222      |         |
| -                           | -                           | 1223      | 1223      |         |
| Pietro Pietrasanta          | Pietro Pietrasanta          | 1224      | 1224      |         |
| Albatrio Marcellini         | Albatrio Marcellini         | 1225      | 1225      |         |
| -                           | -                           | 1226      | 1226      |         |
| Ramberto Ghislieri          | Ramberto Ghislieri          | 1227      | 1227      |         |
| Boccasio Brema              | Boccasio Brema              | 1228      | 1228      |         |
| -                           | -                           | 1229      | 1229      |         |
| -                           | -                           | 1230      | 1230      |         |
| Pessonato Pozzobonello      | Pessonato Pozzobonello      | 1231      | 1231      |         |
| Antonio Fontana             | Antonio Fontana             | 1232      | 1232      |         |
| Oberto di Occimiano         | Oberto di Occimiano         | 1232      | 1232      |         |
| -                           | -                           | 1233      | 1233      |         |
| Guiffredo Pirovano          | Guiffredo Pirovano          | 1234      | 1234      |         |
| -                           | -                           | 1235      | 1235      |         |
| Pessonato Pozzobonello      | Pessonato Pozzobonello      | 1236      | 1236      |         |
| Alberto Mandelli            | Alberto Mandelli            | 1237      | 1237      |         |
| Oberto Visconti             | Oberto Visconti             | 1238      | 1238      |         |
| -                           | -                           | 1239      | 1239      |         |
| Manfredo II Lancia          | Manfredo II Lancia          | 1240      | 1248      |         |
| Odoardo «sine cognomine»    | Odoardo «sine cognomine»    | 1249      | 1249      |         |
| Uberto Cane                 | Uberto Cane                 | 1250      | 1250      |         |
| Pagano Del Pozzo            | Pagano Del Pozzo            | 1251      | 1253      |         |
| Giacomo Lanzavecchia        |                             | 1251      | 1253      |         |
| Roſfino Mandelli            | Roſfino Mandelli            | 1254      | 1254      |         |
| -                           | -                           | 1255      | 1255      |         |
| -                           | -                           | 1256      | 1256      |         |
| Benazzolo dei Burri         | Benazzolo dei Burri         | 1257      | 1257      |         |
| Zanone Beccaria             | Zanone Beccaria             | 1258      | 1258      |         |
| -                           | -                           | 1259      | 1259      |         |
| Almerigo di Castelvallo     | Almerigo di Castelvallo     | 1260      | 1260      |         |
| Bastardino (del Monferrato) | Bastardino (del Monferrato) | 1261      | 1261      |         |
| Ubertino Landi              | Ubertino Landi              | 1262      | 1262      |         |
| Guglielmo della Pietra      | Guglielmo della Pietra      | 1263      | 1263      |         |
| Guglielmo de Dovara         | Guglielmo de Dovara         | 1264      | 1264      |         |
| Oberto Pelavicino           | Oberto Pelavicino           | 1265      | 1265      |         |
| Guglielmo da Cornazzano     | Guglielmo da Cornazzano     | 1266      | 1266      |         |
| Delfino Cane                | Delfino Cane                | 1267      | 1267      |         |
| -                           | -                           | 1268      | 1268      |         |
| Francesco della Torre       | Francesco della Torre       | 1269      | 1269      |         |
| Opizzone Guasco             | Opizzone Guasco             | 1270      | 1270      |         |
| Iacopo Claro                |                             | 1270      | 1270      |         |
| Brandelisio Lambertini      | Brandelisio Lambertini      | 1271      | 1271      |         |
| Gandolfo Polastrello        | Gandolfo Polastrello        | 1272      | 1272      |         |
| Odoardo Deconti             | Odoardo Deconti             | 1273      | 1273      |         |
| -                           | -                           | 1274      | 1274      |         |
| Evasio della Torre          | Evasio della Torre          | 1275      | 1275      |         |
| Guglielmo Pietra            | Guglielmo Pietra            | 1276      | 1276      |         |
| Guglielmo Oddone            | Guglielmo Oddone            | 1277      | 1277      |         |
| -                           | -                           | 1278      | 1278      |         |
| -                           | -                           | 1279      | 1279      |         |
| Niccolò Bastardo            | Niccolò Bastardo            | 1280      | 1280      |         |
| Andrea Ghigi                | Andrea Ghigi                | 1281      | 1281      |         |
| Bonifacio Della Pusterla    | Bonifacio Della Pusterla    | 1283      | 1283      |         |
| Guglielmo di Binasco        | Guglielmo di Binasco        | 1284      | 1284      |         |
| -                           | -                           | 1285      | 1285      |         |
| Simon di Nazzario           | Simon di Nazzario           | 1286      | 1286      |         |
| -                           | -                           | 1287      | 1287      |         |
| Simonino Belviso            | Simonino Belviso            | 1288      | 1288      |         |
| Anselmo Berruto             | Anselmo Berruto             | 1289      | 1290      |         |
| Giannotto Torre             | Giannotto Torre             | 1291      | 1291      |         |
| Antonio Galluzzi            | Antonio Galluzzi            | 1292      | 1292      |         |
| Antonio Maineri             |                             | 1292      | 1292      |         |
| Tullione Villa              | Tullione Villa              | 1293      | 1293      |         |
| Pietro Forlani              |                             | 1293      | 1293      |         |
| -                           | -                           | 1294      | 1294      |         |
| Guido Cusani                | Guido Cusani                | 1295      | 1295      |         |
| Luchino Duelli              | Luchino Duelli              | 1296      | 1296      |         |
| Mariolo Vidalta             | Mariolo Vidalta             | 1297      | 1297      |         |
| Barnabó Confalonieri        | Barnabó Confalonieri        | 1298      | 1298      |         |
| -                           | -                           | 1299      | 1299      |         |
| Viviano Guasco              | Viviano Guasco              | 1300      | 1300      |         |
| Mariolo Vidalta             |                             | 1300      | 1300      |         |
| Alessandro Tanghettini      | Alessandro Tanghettini      | 1301      | 1301      |         |
| -                           | -                           | 1302–1308 | 1302–1308 |         |
| Marcello Isimbardi          | Marcello Isimbardi          | 1309      | 1309      |         |
| Marco Visconti              | Marco Visconti              | 1310      | 1310      |         |
| -                           | -                           | 1311      | 1311      |         |
| Orlando dello Aste          | Orlando dello Aste          | 1312      | 1313      |         |
| -                           | -                           | 1314      | 1314      |         |
| -                           | -                           | 1315      | 1315      |         |
| Marco Visconti              | Marco Visconti              | 1316      | 1320      |         |
| -                           | -                           | 1321      | 1321      |         |
| Simonetto Scapisio          | Simonetto Scapisio          | 1322      | 1322      |         |
| -                           | -                           | 1323–1325 | 1323–1325 |         |
| Guacarano Villagrande       | Guacarano Villagrande       | 1326      | 1326      |         |
| -                           | -                           | 1327–1329 | 1327–1329 |         |
| Bertolino Cornazzani        | Bertolino Cornazzani        | 1330      | 1330      |         |
| -                           | -                           | 1331–1336 | 1331–1336 |         |
| Milano Manzolini            | Milano Manzolini            | 1337      | 1337      |         |
| -                           | -                           | 1338      | 1338      |         |
| Nigrissoglio Ansaldi        | Nigrissoglio Ansaldi        | 1339      | 1339      |         |
| -                           | -                           | 1340–1346 | 1340–1346 |         |
| Niccolino de ' Salomoni     | Niccolino de ' Salomoni     | 1347      | 1347      |         |
| Zappellono Aribaudo         |                             | 1347      | 1347      |         |

| Console       | Console       | Console | Console | Console |
| Nome          | Nome          | Mandato | Mandato |         |
| ------------- | ------------- | ------- | ------- | ------- |
| Corrado Camar | Corrado Camar | 1198    | 1198    |         |

| Governatore           | Governatore           | Governatore | Governatore | Governatore |
| Nome                  | Nome                  | Mandato     | Mandato     |             |
| --------------------- | --------------------- | ----------- | ----------- | ----------- |
| Oberto II Pallavicino | Oberto II Pallavicino | 1260        | 1260        |             |
| Ubertino di Scipione  | Ubertino di Scipione  | 1265        | 1265        |             |
| Matteo I Visconti     | Matteo I Visconti     | 1292        | 1292        |             |
| Nicolò Opizio         | Nicolò Opizio         | 1308        | 1308        |             |
| Ugo del Balzo         | Ugo del Balzo         | 1310        | 1310        |             |
| Matteo I Visconti     | Matteo I Visconti     | 1316        | 1316        |             |
| Passarino Torriani    | Passarino Torriani    | 1322        | 1322        |             |
| Nigrisoglio Ansaldi   | Nigrisoglio Ansaldi   | 1339        | 1339        |             |

| Capitano del Popolo    | Capitano del Popolo    | Capitano del Popolo | Capitano del Popolo | Capitano del Popolo |
| Nome                   | Nome                   | Mandato             | Mandato             |                     |
| ---------------------- | ---------------------- | ------------------- | ------------------- | ------------------- |
| Federico Garotti       | Federico Garotti       | 1300                | 1300                |                     |
| Alessandro Tanghettini | Alessandro Tanghettini | 1301                | 1301                |                     |
| Guglielmo Inviziati    | Guglielmo Inviziati    | 1305                | 1305                |                     |
| Canzolano Villagranda  | Canzolano Villagranda  | 1337                | 1337                |                     |

## Ducato di Milano (1347-1707)
| Podestà                                  | Podestà                                  | Podestà   | Podestà   | Podestà |
| Nome                                     | Nome                                     | Mandato   | Mandato   |         |
| ---------------------------------------- | ---------------------------------------- | --------- | --------- | ------- |
| Ottolino Borri                           | Ottolino Borri                           | 1348      | 1348      |         |
| Simone Mantegazza                        | Simone Mantegazza                        | 1349      | 1349      |         |
| -                                        | -                                        | 1350-1353 | 1350-1353 |         |
| Giovannazzo Aliprandi                    | Giovannazzo Aliprandi                    | 1354      | 1354      |         |
| -                                        | -                                        | 1355-1357 | 1355-1357 |         |
| Giovannazzo Aliprandi                    | Giovannazzo Aliprandi                    | 1358      | 1358      |         |
| Secondo Concorrezio                      | Secondo Concorrezio                      | 1359      | 1359      |         |
| -                                        | -                                        | 1360-1369 | 1360-1369 |         |
| Pinamonte Nardone                        | Pinamonte Nardone                        | 1370      | 1370      |         |
| -                                        | -                                        | 1371-1373 | 1371-1373 |         |
| Taddeo Pepoli                            | Taddeo Pepoli                            | 1374      | 1374      |         |
| Matteo Mandelli                          | Matteo Mandelli                          | 1375      | 1375      |         |
| -                                        | -                                        | 1376      | 1376      |         |
| -                                        | -                                        | 1377      | 1377      |         |
| Matteo Mandelli                          | Matteo Mandelli                          | 1378      | 1378      |         |
| -                                        | -                                        | 1379-1382 | 1379-1382 |         |
| Francesco Scotto                         | Francesco Scotto                         | 1383      | 1383      |         |
| -                                        | -                                        | 1384-1389 | 1384-1389 |         |
| Stefano Piccardi                         | Stefano Piccardi                         | 1390      | 1390      |         |
| -                                        | -                                        | 1391      | 1391      |         |
| Secondino Vardi                          | Secondino Vardi                          | 1392      | 1392      |         |
| -                                        | -                                        | 1393      | 1393      |         |
| Giacomo Marziano                         | Giacomo Marziano                         | 1394      | 1394      |         |
| Pietro Gualando                          | Pietro Gualando                          | 1395      | 1395      |         |
| Gottifredo Ubaldini                      | Gottifredo Ubaldini                      | 1396      | 1397      |         |
| Giovanni Della Pusterla                  | Giovanni Della Pusterla                  | 1397      | 1397      |         |
| Bloccardo Piccinardi                     | Bloccardo Piccinardi                     | 1398      | 1398      |         |
| -                                        | -                                        | 1399      | 1399      |         |
| Giacomo Melchiorre Cavalcabò             | Giacomo Melchiorre Cavalcabò             | 1400      | 1400      |         |
| -                                        | -                                        | 1401-1411 | 1401-1411 |         |
| Tebaldo Cerrata                          | Tebaldo Cerrata                          | 1412      | 1412      |         |
| -                                        | -                                        | 1413      | 1413      |         |
| Guglielmo Mandelli                       | Guglielmo Mandelli                       | 1414      | 1414      |         |
| Nave Rulli                               | Nave Rulli                               | 1415      | 1415      |         |
| -                                        | -                                        | 1416-1420 | 1416-1420 |         |
| Giorgio Del Carretto                     | Giorgio Del Carretto                     | 1421      | 1421      |         |
| -                                        | -                                        | 1422-1426 | 1422-1426 |         |
| Giovanni Clavato                         | Giovanni Clavato                         | 1427      | 1427      |         |
| Antonello Barbavara e Niccolò Delle Oche | Antonello Barbavara e Niccolò Delle Oche | 1428      | 1428      |         |
| -                                        | -                                        | 1429      | 1429      |         |
| -                                        | -                                        | 1430      | 1430      |         |
| Raffaele Visconti                        | Raffaele Visconti                        | 1431      | 1431      |         |
| -                                        | -                                        | 1432      | 1432      |         |
| Raffaele Visconti                        | Raffaele Visconti                        | 1433      | 1433      |         |
| Giovanni Ambrogio Spinola                | Giovanni Ambrogio Spinola                | 1434      | 1434      |         |
| -                                        | -                                        | 1435      | 1435      |         |
| Giovanni Galeazzo Barbavara              | Giovanni Galeazzo Barbavara              | 1436      | 1437      |         |
| -                                        | -                                        | 1438      | 1438      |         |
| -                                        | -                                        | 1439      | 1439      |         |
| Cristoforo Valeri                        | Cristoforo Valeri                        | 1440      | 1440      |         |
| Paolo Lampugnani                         |                                          | 1440      | 1440      |         |
| Gerardo Zemo                             | Gerardo Zemo                             | 1441      | 1441      |         |
| Giovanni Montalto                        | Giovanni Montalto                        | 1442      | 1443      |         |
| Pietro Pusterla                          | Pietro Pusterla                          | 1444      | 1444      |         |
| -                                        | -                                        | 1445      | 1445      |         |
| -                                        | -                                        | 1446      | 1446      |         |
| Cristoforo Valeri                        | Cristoforo Valeri                        | 1447      | 1447      |         |
| Bellingeri dei Marchesi di Busca         | Bellingeri dei Marchesi di Busca         | 1448      | 1449      |         |
| Liberio Bonarelli                        | Liberio Bonarelli                        | 1450      | 1450      |         |
| Costanzo San Damiano                     |                                          | 1450      | 1450      |         |
| Bartolomeo Porro                         | Bartolomeo Porro                         | 1451      | 1453      |         |
| -                                        | -                                        | 1454      | 1454      |         |
| Giovanni Aimi                            | Giovanni Aimi                            | 1455      | 1455      |         |
| -                                        | -                                        | 1456      | 1456      |         |
| Gherardo Colli                           | Gherardo Colli                           | 1457      | 1458      |         |
| Benedetto Corte                          | Benedetto Corte                          | 1459      | 1459      |         |
| Giovanni Otto dei conti di Mede          | Giovanni Otto dei conti di Mede          | 1460      | 1461      |         |
| Giovanni Aimi                            | Giovanni Aimi                            | 1462      | 1463      |         |
| Giorgio Piscarelli                       | Giorgio Piscarelli                       | 1464      | 1464      |         |
| Battista Giacomi                         | Battista Giacomi                         | 1465      | 1466      |         |
| -                                        | -                                        | 1467      | 1467      |         |
| Tommaso Trovamala                        | Tommaso Trovamala                        | 1468      | 1470      |         |
| Giovanni Biglia                          | Giovanni Biglia                          | 1471      | 1471      |         |
| Giovanni Antonio dei conti di Sparavara  | Giovanni Antonio dei conti di Sparavara  | 1472      | 1473      |         |
| Paolo Carpani                            | Paolo Carpani                            | 1474      | 1474      |         |
| -                                        | -                                        | 1475-1477 | 1475-1477 |         |
| Corricolo Spinola                        | Corricolo Spinola                        | 1478      | 1478      |         |
| -                                        | -                                        | 1479      | 1479      |         |
| -                                        | -                                        | 1480      | 1480      |         |
| Pietro Torti                             | Pietro Torti                             | 1481      | 1481      |         |
| -                                        | -                                        | 1482      | 1482      |         |
| -                                        | -                                        | 1483      | 1483      |         |
| Pietro Vespucci                          | Pietro Vespucci                          | 1485      | 1485      |         |
| Giovanni Paolo Barsilio                  | Giovanni Paolo Barsilio                  | 1485      | 1485      |         |
| -                                        | -                                        | 1486      | 1486      |         |
| Giovanni Vallari                         | Giovanni Vallari                         | 1487      | 1489      |         |
| Giovanni Guastamoglie                    | Giovanni Guastamoglie                    | 1490      | 1491      |         |
| -                                        | -                                        | 1492      | 1492      |         |
| -                                        | -                                        | 1493      | 1493      |         |
| -                                        |                                          |           |           |         |
| Francesco Scazzino                       | Francesco Scazzino                       | 1494      | 1494      |         |
| -                                        | -                                        | 1495      | 1495      |         |
| Giorgio Morbio                           | Giorgio Morbio                           | 1496      | 1496      |         |
| -                                        | -                                        | 1497      | 1497      |         |
| Giovanni Francesco Appiani               | Giovanni Francesco Appiani               | 1498      | 1498      |         |
| Lorenzo de Montemerlo                    | Lorenzo de Montemerlo                    | 1499      | 1500      |         |
| Pietro Secco Suardo                      | Pietro Secco Suardo                      | 15??      | 15??      |         |
| Lorenzo Montemerlo                       | Lorenzo Montemerlo                       | 1501      | 1502      |         |
| Beltramo Chiappone                       | Beltramo Chiappone                       | 1503      | 1503      |         |
| Francesco Stranzi                        |                                          | 1503      | 1503      |         |
| Francesco Stranzi                        | Francesco Stranzi                        | 1504      | 1504      |         |
| Franceschino Casliglioni                 | Franceschino Casliglioni                 | 1505      | 1505      |         |
| -                                        | -                                        | 1506-1510 | 1506-1510 |         |
| Giacomo Pulsavino                        | Giacomo Pulsavino                        | 1511      | 1511      |         |
| Giorgio Visconti                         | Giorgio Visconti                         | 1512      | 1512      |         |
| Egidio Bossi                             | Egidio Bossi                             | 1513      | 1513      |         |
| -                                        | -                                        | 1514-1517 | 1514-1517 |         |
| Niccolò Del Carretto                     | Niccolò Del Carretto                     | 1518      | 1519      |         |
| Giovanni Odoardi                         | Giovanni Odoardi                         | 1520      | 1521      |         |
| Giovanni Angelo Brugora                  | Giovanni Angelo Brugora                  | 1522      | 1523      |         |
| Achille Ungheresi                        | Achille Ungheresi                        | 1524      | 1524      |         |
| Andrea Cane                              | Andrea Cane                              | 1525      | 1525      |         |
| -                                        | -                                        | 1526      | 1526      |         |
| Lodovico Beccaria                        | Lodovico Beccaria                        | 1527      | 1527      |         |
| Bartolomeo Cadamosto                     | Bartolomeo Cadamosto                     | 1528      | 1528      |         |
| Alessandro Amanio                        | Alessandro Amanio                        | 1529      | 1529      |         |
| GiovanniTommaso Rusca                    | GiovanniTommaso Rusca                    | 1530      | 1533      |         |
| Davide Ottolino                          | Davide Ottolino                          | 1534      | 1535      |         |
| Pietro Giovanni Sebinchelli              | Pietro Giovanni Sebinchelli              | 1536      | 1537      |         |
| Bartolomeo Albonesi                      | Bartolomeo Albonesi                      | 1538      | 1539      |         |
| Bernardo Spina                           | Bernardo Spina                           | 1540      | 1541      |         |
| Taddeo Oldoini                           | Taddeo Oldoini                           | 1542      | 1543      |         |
| Giovanni Scalco                          | Giovanni Scalco                          | 1544      | 1545      |         |
| Francesco Girolamo Corte                 | Francesco Girolamo Corte                 | 1546      | 1547      |         |
| Paolo Riso                               | Paolo Riso                               | 1548      | 1549      |         |
| Corradino Delpozzo                       | Corradino Delpozzo                       | 1550      | 1551      |         |
| Antonio Cantavena                        | Antonio Cantavena                        | 1552      | 1553      |         |
| Adriano Pellizelli                       | Adriano Pellizelli                       | 1554      | 1555      |         |
| Francesco Oriolo                         | Francesco Oriolo                         | 1556      | 1557      |         |
| Diego Laredo                             | Diego Laredo                             | 1558      | 1559      |         |
| Antonio Lopez                            | Antonio Lopez                            | 1560      | 1561      |         |
| Teodoro Biandrate di San Giorgio         | Teodoro Biandrate di San Giorgio         | 1562      | 1562      |         |
| Antonio Lopez                            | Antonio Lopez                            | 1563      | 1563      |         |
| Claudio Landi                            | Claudio Landi                            | 1564      | 1565      |         |
| Gaspare Barchina                         | Gaspare Barchina                         | 1566      | 1557      |         |
| Pietro Antonio Visdomini                 | Pietro Antonio Visdomini                 | 1568      | 1569      |         |
| Lodovico Arconati                        | Lodovico Arconati                        | 1570      | 1571      |         |
| Francesco Sezzè                          | Francesco Sezzè                          | 1572      | 1573      |         |
| Pietro Monforte                          | Pietro Monforte                          | 1574      | 1575      |         |
| Giuseppe Gonzalo                         | Giuseppe Gonzalo                         | 1576      | 1577      |         |
| Giacomo Brambilla                        | Giacomo Brambilla                        | 1578      | 1579      |         |
| Antonio Gallarati                        | Antonio Gallarati                        | 1580      | 1581      |         |
| Giovanni Battista Avogadro               | Giovanni Battista Avogadro               | 1582      | 1583      |         |
| Alessandro Cadamosti                     | Alessandro Cadamosti                     | 1584      | 1584      |         |
| Niccolò Pantera                          | Niccolò Pantera                          | 1585      | 1585      |         |
| Matteo Marchina                          | Matteo Marchina                          | 1586      | 1587      |         |
| Giovanni Battista Porta                  | Giovanni Battista Porta                  | 1588      | 1589      |         |
| Luigi Corte                              | Luigi Corte                              | 1590      | 1591      |         |
| Benedetto Fisiraga                       | Benedetto Fisiraga                       | 1592      | 1595      |         |
| Gregorio Rodrigo                         | Gregorio Rodrigo                         | 1596      | 1596      |         |
| Gregorio Figheroa                        |                                          | 1596      | 1596      |         |
| Gregorio Figheroa                        | Gregorio Figheroa                        | 1597      | 1599      |         |
| Giovanni Giacomo Lugo                    | Giovanni Giacomo Lugo                    | 1600      | 1601      |         |
| Antonio Guttuerez Oblanca                | Antonio Guttuerez Oblanca                | 1602      | 1604      |         |
| Clemente Alemanno                        | Clemente Alemanno                        | 1605      | 1609      |         |
| Pietro Lirone                            | Pietro Lirone                            | 1610      | 1610      |         |
| Gregorio Ambiluno                        | Gregorio Ambiluno                        | 1611      | 1611      |         |
| Barnabò Maineri                          | Barnabò Maineri                          | 1612      | 1615      |         |
| Pietro Lirone                            | Pietro Lirone                            | 1616      | 1619      |         |
| Giovanni Visconti                        | Giovanni Visconti                        | 1620      | 1620      |         |
| Francesco Ferrero                        | Francesco Ferrero                        | 1621      | 1621      |         |
| Giovanni Battista Villodre               | Giovanni Battista Villodre               | 1622      | 1623      |         |
| Michele Torriano                         | Michele Torriano                         | 1624      | 1627      |         |
| Giovanni Landi                           | Giovanni Landi                           | 1628      | 1630      |         |
| Antonio Mesquida                         | Antonio Mesquida                         | 1631      | 1631      |         |
| Giulio Cesare Calvino                    | Giulio Cesare Calvino                    | 1632      | 1633      |         |
| Diego Rivadeneira                        | Diego Rivadeneira                        | 1634      | 1634      |         |
| Giovanni Oberto Cane                     |                                          | 1634      | 1634      |         |
| Giovanni Oberto Cane                     | Giovanni Oberto Cane                     | 1635      | 1635      |         |
| Giovanni Malo de Briones                 | Giovanni Malo de Briones                 | 1636      | 1637      |         |
| Isidoro Casado                           | Isidoro Casado                           | 1638      | 1639      |         |
| Giovanni Malo de Briones                 | Giovanni Malo de Briones                 | 1640      | 1641      |         |
| Giovanni Andrea Bosco                    | Giovanni Andrea Bosco                    | 1642      | 1643      |         |
| Antonio Noceto                           | Antonio Noceto                           | 1644      | 1647      |         |
| Antonio Guidobono Garofolo               | Antonio Guidobono Garofolo               | 1648      | 1649      |         |
| Girolamo Fagnani                         | Girolamo Fagnani                         | 1650      | 1650      |         |
| Francesco Panas Altamirano               | Francesco Panas Altamirano               | 1651      | 1653      |         |
| Paolo Antonio Prandoni                   | Paolo Antonio Prandoni                   | 1654      | 1655      |         |
| Francesco Bernardino Bigarola            | Francesco Bernardino Bigarola            | 1656      | 1657      |         |
| Girolamo Sagarega                        | Girolamo Sagarega                        | 1658      | 1660      |         |
| -                                        | -                                        | 1661-1690 | 1661-1690 |         |
| Agostino de Ucedo                        | Agostino de Ucedo                        | 1691      | 1691      |         |
| -                                        | -                                        | 1692-1700 | 1692-1700 |         |
| -                                        | -                                        | 1701-1707 | 1701-1707 |         |

| Governatore              | Governatore              | Governatore | Governatore | Governatore |
| Nome                     | Nome                     | Mandato     | Mandato     |             |
| ------------------------ | ------------------------ | ----------- | ----------- | ----------- |
| Luchino Dal Verme        | Luchino Dal Verme        | 1362        | 1362        |             |
| Taddeo Pepoli            | Taddeo Pepoli            | 1374        | 1374        |             |
| Matteo Mandelli          | Matteo Mandelli          | 1375        | 1375        |             |
| ? Brissio                | ? Brissio                | 1392        | 1392        |             |
| Balzarino Della Pusterla | Balzarino Della Pusterla | 1392?       | 1392?       |             |
| Zanotto Visconti         | Zanotto Visconti         | 1403        | 1403        |             |
| Facino Cane              | Facino Cane              | 1403 – 1412 | 1403 – 1412 |             |
| Abramo Ardicio           | Abramo Ardicio           | 1415        | 1415        |             |
| Antonio Olevano          | Antonio Olevano          | 1418        | 1418        |             |
| Ugolino dei Contrarii    | Ugolino dei Contrarii    | 1443        | 1443        |             |
| Pietro Pusterla          | Pietro Pusterla          | 1444        | 1444        |             |
| Liberio Bonarelli        | Liberio Bonarelli        | 1451        | 1451        |             |
| Corrado Sforza           | Corrado Sforza           | 1452        | 1452        |             |
| Giorgio di Anone         | Giorgio di Anone         | 1454        | 1454        |             |
| Guido Visconti           | Guido Visconti           | 1467        | 1467        |             |
| Felice Vicino            | Felice Vicino            | 1474        | 1474        |             |
| Nicodemo Troncadino      | Nicodemo Troncadino      | 1476        | 1476        |             |
| Pietro Biraghi           | Pietro Biraghi           | 1477        | 1477        |             |

## Ducato di Savoia (1707-1720)
| Podestà      | Podestà      | Podestà   | Podestà   | Podestà |
| Nome         | Nome         | Mandato   | Mandato   |         |
| ------------ | ------------ | --------- | --------- | ------- |
| -            | -            | 1707      | 1707      |         |
| -            | -            | 1708      | 1708      |         |
| Carlo Braida | Carlo Braida | 1709      | 1709      |         |
| -            | -            | 1710-1720 | 1710-1720 |         |

## Regno di Sardegna (1720-1798)
| Sindaci                                               | Sindaci                                               | Sindaci                      | Sindaci                      | Sindaci                      |
| Nome                                                  | Nome                                                  | Mandato                      | Mandato                      |                              |
| Regia Patente, 3 maggio 1746                          | Regia Patente, 3 maggio 1746                          | Regia Patente, 3 maggio 1746 | Regia Patente, 3 maggio 1746 | Regia Patente, 3 maggio 1746 |
| ----------------------------------------------------- | ----------------------------------------------------- | ---------------------------- | ---------------------------- | ---------------------------- |
| Giovanni Battista Conzani Giovanni Battista Mantelli  | Giovanni Battista Conzani Giovanni Battista Mantelli  | 1746                         | 1761                         |                              |
| Giovanni Battista Conzani Carlo Guasco di Castelletto | Giovanni Battista Conzani Carlo Guasco di Castelletto | 1762                         | 1775                         |                              |
| Sindaci di prima e seconda classe                     |                                                       |                              |                              |                              |
| Regia Patente, 4 settembre 1775                       |                                                       |                              |                              |                              |
| Manfredo Ghilini Luca Patria                          | Manfredo Ghilini Luca Patria                          | 1776                         | 1776                         |                              |
| Giovanni Andrea Prati Antonio Tedeschi                | Giovanni Andrea Prati Antonio Tedeschi                | 1777                         | 1777                         |                              |
| Carlo Guasco di Castelletto Giovanni Stefano Cerruti  | Carlo Guasco di Castelletto Giovanni Stefano Cerruti  | 1778                         | 1778                         |                              |
| Carlo Maroelli Giuseppe Cortemiglia                   | Carlo Maroelli Giuseppe Cortemiglia                   | 1779                         | 1779                         |                              |
| Antonio Bagliani Giovanni Alberti Tarchetti           | Antonio Bagliani Giovanni Alberti Tarchetti           | 1780                         | 1780                         |                              |
| Lorenzo Castellani-Varzi Domenico Cerruti             | Lorenzo Castellani-Varzi Domenico Cerruti             | 1781                         | 1781                         |                              |
| Manfredo Ghilini Giovanni Ferrero                     | Manfredo Ghilini Giovanni Ferrero                     | 1782                         | 1782                         |                              |
| Carlo Guasco di Castelletto Stefano Luigi Straneo     | Carlo Guasco di Castelletto Stefano Luigi Straneo     | 1783                         | 1783                         |                              |
| Giuseppe Gavigliani Girolamo Capsoni                  | Giuseppe Gavigliani Girolamo Capsoni                  | 1784                         | 1784                         |                              |
| Carlo Arnuzzi de' Medici Giovanni Alberto Tarchetti   | Carlo Arnuzzi de' Medici Giovanni Alberto Tarchetti   | 1785                         | 1785                         |                              |
| Lorenzo Cavasanti Carlo Antonio Tedeschi              | Lorenzo Cavasanti Carlo Antonio Tedeschi              | 1786                         | 1786                         |                              |
| Luigi Colli Ricci Antonio Tedeschi                    | Luigi Colli Ricci Antonio Tedeschi                    | 1787                         | 1787                         |                              |
| Giovanni Andrea Prati Giovanni Alberto Tarchetti      | Giovanni Andrea Prati Giovanni Alberto Tarchetti      | 1788                         | 1788                         |                              |
| Filippo Bolla Giovanni Giuseppe Pirattone             | Filippo Bolla Giovanni Giuseppe Pirattone             | 1789                         | 1789                         |                              |
| Giovanni Melazzi Giovanni Ferrero                     | Giovanni Melazzi Giovanni Ferrero                     | 1790                         | 1790                         |                              |
| Lorenzo Castellani Varzi Carlo Nava                   | Lorenzo Castellani Varzi Carlo Nava                   | 1791                         | 1791                         |                              |
| Giovanni Andrea Prati Domenico Cerruti                | Giovanni Andrea Prati Domenico Cerruti                | 1792                         | 1792                         |                              |
| Carlo Arnuzzi de' Medici Felice Chenna                | Carlo Arnuzzi de' Medici Felice Chenna                | 1793                         | 1793                         |                              |
| Luigi Sappa Ambrogio Bottazzi                         | Luigi Sappa Ambrogio Bottazzi                         | 1794                         | 1794                         |                              |
| Nicolò Francesco Canefri Domenico Dameri              | Nicolò Francesco Canefri Domenico Dameri              | 1795                         | 1795                         |                              |
| Camillo Aulari Giovanni Antonio Conti                 | Camillo Aulari Giovanni Antonio Conti                 | 1796                         | 1796                         |                              |
| Lorenzo Cavasanti Antonio Francesco Pozzo             | Lorenzo Cavasanti Antonio Francesco Pozzo             | 1797                         | 1797                         |                              |
| Giovanni Curione Giovanni Battista Repatta            | Giovanni Curione Giovanni Battista Repatta            | 1798                         | 1798                         |                              |

## Repubblica Piemontese (1798-1799)
| Presidente della municipalità repubblicana | Presidente della municipalità repubblicana | Presidente della municipalità repubblicana | Presidente della municipalità repubblicana | Presidente della municipalità repubblicana |
| Nome                                       | Nome                                       | Mandato                                    | Mandato                                    |                                            |
| ------------------------------------------ | ------------------------------------------ | ------------------------------------------ | ------------------------------------------ | ------------------------------------------ |
| Francesco Maria Dulac                      | Francesco Maria Dulac                      | 6 dicembre 1798                            | 20 dicembre 1798                           |                                            |
| Leopoldo Cunietti                          | Leopoldo Cunietti                          | 21 dicembre 1798                           | 31 dicembre 1798                           |                                            |
| Leopoldo Cunietti                          | Leopoldo Cunietti                          | 1 gennaio 1799                             | 18 gennaio 1799                            |                                            |
| Paolo Castellani-Varzi                     | Paolo Castellani-Varzi                     | 19 gennaio 1799                            | 3 febbraio 1799                            |                                            |
| Giacomo Ferrari                            | Giacomo Ferrari                            | 4 febbraio 1799                            | 18 febbraio 1799                           |                                            |
| Giacomo Caliani                            | Giacomo Caliani                            | 19 febbraio 1799                           | 27 febbraio 1799                           |                                            |
| Giovanni Marco Rattazzi                    | Giovanni Marco Rattazzi                    | 28 febbraio 1799                           | 9 marzo 1799                               |                                            |
| Giuseppe Goy                               | Giuseppe Goy                               | 10 marzo 1799                              | 20 marzo 1799                              |                                            |
| Lelio Vitale                               | Lelio Vitale                               | 21 marzo 1799                              | 30 marzo 1799                              |                                            |
| Giacomo Ferrari                            | Giacomo Ferrari                            | 31 marzo 1799                              | 9 aprile 1799                              |                                            |
| Pietro Boldrini                            | Pietro Boldrini                            | 10 aprile 1799                             | 18 aprile 1799                             |                                            |
| Cristoforo Lombardi                        | Cristoforo Lombardi                        | 19 aprile 1799                             | 28 aprile 1799                             |                                            |
| Giovanni Ferrero                           | Giovanni Ferrero                           | 29 aprile 1799                             | 6 maggio 1799                              |                                            |
| Andrea Rossi                               | Andrea Rossi                               | 7 maggio 1799                              | 26 maggio 1799                             |                                            |

## Seconda Coalizione (1799-1800)
| Sindaci di prima e seconda classe              | Sindaci di prima e seconda classe              | Sindaci di prima e seconda classe | Sindaci di prima e seconda classe | Sindaci di prima e seconda classe |
| Nome                                           | Nome                                           | Mandato                           | Mandato                           |                                   |
| ---------------------------------------------- | ---------------------------------------------- | --------------------------------- | --------------------------------- | --------------------------------- |
| Filippo Bolla Stefano Luigi Straneo            | Filippo Bolla Stefano Luigi Straneo            | 1799                              | 1799                              |                                   |
| Giovanni Antonio Aribaldi Ghilini Andrea Rossi | Giovanni Antonio Aribaldi Ghilini Andrea Rossi | 1800                              | 1800                              |                                   |

## Repubblica Subalpina (1800-1802)
| Presidente della municipalità repubblicana      | Presidente della municipalità repubblicana      | Presidente della municipalità repubblicana | Presidente della municipalità repubblicana | Presidente della municipalità repubblicana |
| Nome                                            | Nome                                            | Mandato                                    | Mandato                                    |                                            |
| ----------------------------------------------- | ----------------------------------------------- | ------------------------------------------ | ------------------------------------------ | ------------------------------------------ |
| Giovanni Alberto Inviziati                      | Giovanni Alberto Inviziati                      | 15 luglio 1800                             | 29 luglio 1800                             |                                            |
| Giuseppe Mazzocchi                              | Giuseppe Mazzocchi                              | 30 luglio 1800                             | 3 agosto 1800                              |                                            |
| N. Mina                                         | N. Mina                                         | 4 agosto 1800                              | 8 agosto 1800                              |                                            |
| Domenico Dameri                                 | Domenico Dameri                                 | 9 agosto 1800                              | 19 agosto 1800                             |                                            |
| Francesco Nicolò Canefri                        | Francesco Nicolò Canefri                        | 20 agosto 1800                             | 9 settembre 1800                           |                                            |
| Bartolomeo Bacula                               | Bartolomeo Bacula                               | 10 settembre 1800                          | 21 settembre 1800                          |                                            |
| Giovanni Maria Barozzi                          | Giovanni Maria Barozzi                          | 22 settembre 1800                          | 13 ottobre 1800                            |                                            |
| Felice Ferrero                                  | Felice Ferrero                                  | 14 ottobre 1800                            | 31 ottobre 1800                            |                                            |
| Angelo Damasio                                  | Angelo Damasio                                  | 1 novembre 1800                            | 10 novembre 1800                           |                                            |
| Giovanni Battista Boretti                       | Giovanni Battista Boretti                       | 11 novembre 1800                           | 4 dicembre 1800                            |                                            |
| Carlo Mazzocchi                                 | Carlo Mazzocchi                                 | 5 dicembre 1800                            | 20 dicembre 1800                           |                                            |
| Carlo Ruggero                                   | Carlo Ruggero                                   | 21 dicembre 1800                           | 31 dicembre 1800                           |                                            |
| Carlo Ruggero                                   | Carlo Ruggero                                   | 1 gennaio 1801                             | 29 gennaio 1801                            |                                            |
| Giuseppe Cortemiglia                            | Giuseppe Cortemiglia                            | 30 gennaio 1801                            | 20 marzo 1801                              |                                            |
| Antonio Calvi                                   | Antonio Calvi                                   | 21 marzo 1801                              | 18 aprile 1801                             |                                            |
| Tommaso Barozzi                                 | Tommaso Barozzi                                 | 19 aprile 1801                             | 17 luglio 1801                             |                                            |
| Gerolamo Bono                                   | Gerolamo Bono                                   | 18 luglio 1801                             | 2 agosto 1801                              |                                            |
| Carlo Roggero                                   | Carlo Roggero                                   | 3 agosto 1801                              | ?                                          |                                            |
| Maire                                           |                                                 |                                            |                                            |                                            |
| Francesco di Paola II Guasco Gallarati di Bisio | Francesco di Paola II Guasco Gallarati di Bisio | 1801                                       | 1801                                       |                                            |
| Giovanni Alberto Inviziati                      | Giovanni Alberto Inviziati                      | 1801                                       | 1801                                       |                                            |
| Ottavio Zoppi                                   | Ottavio Zoppi                                   | ?                                          | ?                                          |                                            |

## Prima Repubblica Francese (1802-1804)
| Maire                       | Maire                       | Maire   | Maire   | Maire |
| Nome                        | Nome                        | Mandato | Mandato |       |
| --------------------------- | --------------------------- | ------- | ------- | ----- |
| Domenico Cerruti            | Domenico Cerruti            | 1802    | 1802    |       |
| Filippo Prati di Rovagnasco | Filippo Prati di Rovagnasco | 1802    | 1804    |       |
| Cristoforo Lombardi         | Cristoforo Lombardi         | 1804    | 1804    |       |

## Primo Impero Francese (1804-1814)
| Maire            | Maire            | Maire         | Maire       | Maire |
| Nome             | Nome             | Mandato       | Mandato     |       |
| ---------------- | ---------------- | ------------- | ----------- | ----- |
| Giulio Baciocchi | Giulio Baciocchi | 6 maggio 1805 | maggio 1814 |       |

## Regno di Sardegna (1814-1848)
| Sindaci di prima e seconda classe                                              | Sindaci di prima e seconda classe                                              | Sindaci di prima e seconda classe | Sindaci di prima e seconda classe | Sindaci di prima e seconda classe |
| Nome                                                                           | Nome                                                                           | Mandato                           | Mandato                           |                                   |
| Regia Patente, 4 settembre 1775                                                | Regia Patente, 4 settembre 1775                                                | Regia Patente, 4 settembre 1775   | Regia Patente, 4 settembre 1775   | Regia Patente, 4 settembre 1775   |
| ------------------------------------------------------------------------------ | ------------------------------------------------------------------------------ | --------------------------------- | --------------------------------- | --------------------------------- |
| Cesare Cuttica di Cassine                                                      | Cesare Cuttica di Cassine                                                      | 1814                              | 1814                              |                                   |
| Regia Patente, 31 dicembre 1815                                                |                                                                                |                                   |                                   |                                   |
| Emanuele Conzani di Revignano Felice Chenna                                    | Emanuele Conzani di Revignano Felice Chenna                                    | 1815                              | 1815                              |                                   |
| Carlo Gavigliani Giovanni Battista Boretti                                     | Carlo Gavigliani Giovanni Battista Boretti                                     | 1816                              | 1816                              |                                   |
| Giulio Cavasanti Angelo Damasio                                                | Giulio Cavasanti Angelo Damasio                                                | 1817                              | 1817                              |                                   |
| Ambrogio Maria Ghilini Giuseppe Antonio Sali                                   | Ambrogio Maria Ghilini Giuseppe Antonio Sali                                   | 1818                              | 1818                              |                                   |
| Luigi Sappa Pietro Giovanni Caligaris                                          | Luigi Sappa Pietro Giovanni Caligaris                                          | 1819                              | 1819                              |                                   |
| Francesco di Paola II Guasco Gallarati di Bisio Giovanni Battista Zani del Frà | Francesco di Paola II Guasco Gallarati di Bisio Giovanni Battista Zani del Frà | 1820                              | 1820                              |                                   |
| Filippo Bolla Francesco Pozzi                                                  | Filippo Bolla Francesco Pozzi                                                  | 1821                              | 1821                              |                                   |
| Sindaci                                                                        |                                                                                |                                   |                                   |                                   |
| Municipalità provvisoria del 1821                                              |                                                                                |                                   |                                   |                                   |
| Ambrogio Maria Ghilini                                                         | Ambrogio Maria Ghilini                                                         | 13 marzo 1821                     | 13 marzo 1821                     |                                   |
| Giovanni Battista Zani del Frà                                                 | Giovanni Battista Zani del Frà                                                 | 3 aprile 1821                     | 3 aprile 1821                     |                                   |
| Sindaci di prima e seconda classe                                              |                                                                                |                                   |                                   |                                   |
| Regia Patente, 31 dicembre 1815                                                |                                                                                |                                   |                                   |                                   |
| Filippo Bolla Francesco Pozzi                                                  | Filippo Bolla Francesco Pozzi                                                  | 1821                              | 1821                              |                                   |
| Giulio Cavasanti Giovanni B. Boretti                                           | Giulio Cavasanti Giovanni B. Boretti                                           | 1822                              | 1822                              |                                   |
| Ambrogio Maria Ghilini Gaspare Cerruti                                         | Ambrogio Maria Ghilini Gaspare Cerruti                                         | 1823                              | 1823                              |                                   |
| Alessandro Gavigliani Stefano L. Straneo                                       | Alessandro Gavigliani Stefano L. Straneo                                       | 1824                              | 1824                              |                                   |
| Teodoro Ferrari di Castelnuovo Pietro G. Calegaris                             | Teodoro Ferrari di Castelnuovo Pietro G. Calegaris                             | 1825                              | 1825                              |                                   |
| Carlo Gavigliani Filippo Pirattone                                             | Carlo Gavigliani Filippo Pirattone                                             | 1826                              | 1826                              |                                   |
| Francesco di Paola II Guasco Gallarati di Bisio Antonio Calvi                  | Francesco di Paola II Guasco Gallarati di Bisio Antonio Calvi                  | 1827                              | 1827                              |                                   |
| Emanuele Conzani di Revignano Giuseppe Pozzi                                   | Emanuele Conzani di Revignano Giuseppe Pozzi                                   | 1828                              | 1828                              |                                   |
| Giuseppe Cuttica di Cassine Francesco Carpani                                  | Giuseppe Cuttica di Cassine Francesco Carpani                                  | 1829                              | 1829                              |                                   |
| Carlo Gavigliani Antonio Calvi                                                 | Carlo Gavigliani Antonio Calvi                                                 | 1830                              | 1830                              |                                   |
| Giovanni Prati Giuseppe Pozzi                                                  | Giovanni Prati Giuseppe Pozzi                                                  | 1831                              | 1831                              |                                   |
| Luigi Faà di Bruno Filippo Pirattone                                           | Luigi Faà di Bruno Filippo Pirattone                                           | 1832                              | 1832                              |                                   |
| Giovanni Angelo Calcamuggi di Montalero Carlo Ariola                           | Giovanni Angelo Calcamuggi di Montalero Carlo Ariola                           | 1833                              | 1833                              |                                   |
| Alessandro Gavigliani Antonio Calvi                                            | Alessandro Gavigliani Antonio Calvi                                            | 1834                              | 1834                              |                                   |
| Teodoro Ferrari - Castelnuovo Giuseppe Pozzi                                   | Teodoro Ferrari - Castelnuovo Giuseppe Pozzi                                   | 1835                              | 1835                              |                                   |
| Giuseppe Cuttica di Cassine Sebastiano Bocca                                   | Giuseppe Cuttica di Cassine Sebastiano Bocca                                   | 1836                              | 1836                              |                                   |
| Giovanni Prati Carlo Parvopassu                                                | Giovanni Prati Carlo Parvopassu                                                | 1837                              | 1837                              |                                   |
| Giovanni Angelo Calcamuggi di Montalero Giuseppe Pozzi                         | Giovanni Angelo Calcamuggi di Montalero Giuseppe Pozzi                         | 1838                              | 1838                              |                                   |
| Alessandro Gavigliani Angelo Casalini                                          | Alessandro Gavigliani Angelo Casalini                                          | 1839                              | 1839                              |                                   |
| Domenico Luigi Ghilini Pettenari Francesco Tapparone                           | Domenico Luigi Ghilini Pettenari Francesco Tapparone                           | 1840                              | 1840                              |                                   |
| Regia Patente, 22 dicembre 1840                                                |                                                                                |                                   |                                   |                                   |
| Luigi Faà di Bruno Carlo Aliora                                                | Luigi Faà di Bruno Carlo Aliora                                                | 1841                              | 1843                              |                                   |
| Giovanni Figarolo di Groppello Carlo Aliora                                    | Giovanni Figarolo di Groppello Carlo Aliora                                    | 1844                              | 1848                              |                                   |

## Regno di Sardegna (1848-1861)
| Sindaci nominati dal governo (1848-1861) | Sindaci nominati dal governo (1848-1861) | Sindaci nominati dal governo (1848-1861) | Sindaci nominati dal governo (1848-1861) | Sindaci nominati dal governo (1848-1861) |
| Nominativo                               | Partito                                  | Partito                                  | Mandato                                  | Mandato                                  |
| Nominativo                               | Partito                                  | Partito                                  | Inizio                                   | Fine                                     |
| ---------------------------------------- | ---------------------------------------- | ---------------------------------------- | ---------------------------------------- | ---------------------------------------- |
| Carlo Parvopassu                         |                                          |                                          | 7 aprile 1848                            | 7 ottobre 1848                           |
| Carlo Parvopassu (facente funzioni)      |                                          |                                          | 8 ottobre 1848                           | 14 aprile 1849                           |
| Carlo Aliora (commissario straordinario) |                                          |                                          | 1849                                     | ?                                        |
| Carlo Aliora                             |                                          |                                          | ?                                        | 1860                                     |
| Carlo Parvopassu                         |                                          |                                          | 1860                                     | 3 maggio 1860                            |
| Francesco Tapparone (facente funzioni)   |                                          |                                          | 1860                                     | 1861                                     |

## Regno d'Italia (1861-1946)
| Sindaci nominati dal governo (1861-1889)                           | Sindaci nominati dal governo (1861-1889)                    | Sindaci nominati dal governo (1861-1889) | Sindaci nominati dal governo (1861-1889) | Sindaci nominati dal governo (1861-1889) | Sindaci nominati dal governo (1861-1889) |
| Nominativo                                                         | Nominativo                                                  | Partito                                  | Partito                                  | Mandato                                  | Mandato                                  |
| Nominativo                                                         | Nominativo                                                  | Partito                                  | Partito                                  | Inizio                                   | Fine                                     |
| ------------------------------------------------------------------ | ----------------------------------------------------------- | ---------------------------------------- | ---------------------------------------- | ---------------------------------------- | ---------------------------------------- |
|                                                                    | Francesco Tapparone                                         |                                          |                                          | 1861                                     | 1863                                     |
|                                                                    | Costantino Barberis                                         |                                          |                                          | 1863                                     | 1865                                     |
| 1865                                                               | Costantino Barberis                                         | 1868                                     |                                          |                                          |                                          |
|                                                                    | Cesare Cuttica di Cassine (facente funzioni)                |                                          |                                          | 1868                                     | 1868                                     |
|                                                                    | Andrea Rossi (facente funzioni)                             |                                          |                                          | 1868                                     | 1868                                     |
|                                                                    | Alfonso Balbis Viecha (facente funzioni)                    |                                          |                                          | 1868                                     | 1868                                     |
|                                                                    | Lorenzo Margiocchi                                          |                                          |                                          | 1868                                     | 1870                                     |
|                                                                    | Giovanni Dossena (facente funzioni)                         |                                          |                                          | 1870                                     | 1872                                     |
|                                                                    | Alfonso Balbis Viecha (facente funzioni)                    |                                          |                                          | 1872                                     | 1875                                     |
|                                                                    | Giovanni Dossena (facente funzioni)                         |                                          |                                          | 1875                                     | 1876                                     |
|                                                                    | Giovanni Oddone                                             |                                          | Sinistra storica                         | 1876                                     | 1878                                     |
|                                                                    | Giovanni Battista Castellani (regio delegato straordinario) |                                          | -                                        | 1878                                     | 1878                                     |
|                                                                    | Costantino Barberis (facente funzioni)                      |                                          |                                          | 1878                                     | 1878                                     |
|                                                                    | Vittorio Zoppi (facente funzioni)                           |                                          |                                          | 1879                                     | 1883                                     |
|                                                                    | Giovanni Battista Castellani (regio delegato straordinario) |                                          | -                                        | 1883                                     | 1883                                     |
|                                                                    | Pietro Moro (facente funzioni)                              |                                          | Sinistra storica                         | 27 agosto 1883                           | 4 maggio 1887                            |
| Pietro Moro                                                        | 5 maggio 1887                                               | 1889                                     | Sinistra storica                         |                                          |                                          |
| Sindaci eletti dal consiglio comunale (1889-1926)                  |                                                             |                                          |                                          |                                          |                                          |
| Nominativo                                                         | Nominativo                                                  | Partito                                  | Partito                                  | Mandato                                  | Mandato                                  |
| Nominativo                                                         | Nominativo                                                  | Partito                                  | Partito                                  | Inizio                                   | Fine                                     |
|                                                                    | Pietro Moro                                                 |                                          | Sinistra storica                         | 1889                                     | 1895                                     |
|                                                                    | Enrico Fortunato                                            |                                          |                                          | 1895                                     | 1899                                     |
|                                                                    | Paolo Sacco                                                 |                                          | Partito Socialista Italiano              | 1899                                     |                                          |
|                                                                    | Antonio Franzini                                            |                                          | Partito Liberale Italiano                | 1899                                     | 1905                                     |
|                                                                    | Paolo Sacco                                                 |                                          | Partito Socialista Italiano              | 1905                                     | 1909                                     |
|                                                                    | Vincenzo Bianchi (commissario prefettizio)                  | -                                        | -                                        | 1909                                     | 1909                                     |
|                                                                    | Ernesto Pistoia                                             |                                          | Partito Socialista Italiano              | 1909                                     | 1910                                     |
|                                                                    | Paolo Sacco                                                 |                                          | Partito Socialista Italiano              | 1910                                     | 1910                                     |
|                                                                    | Antonio Franzini                                            |                                          | Partito Liberale Italiano                | 1911                                     | 1914                                     |
|                                                                    | Ernesto Pistoia                                             |                                          | Partito Socialista Italiano              | 1914                                     | 1919                                     |
|                                                                    | Ernesto Torre                                               |                                          | Partito Socialista Italiano              | 1919                                     | 3 agosto 1922                            |
|                                                                    | Francesco Bozzolo (commissario prefettizio)                 | -                                        | -                                        | 1922                                     | 1922                                     |
|                                                                    | Raimondo Sala                                               |                                          | Partito Nazionale Fascista               | 27 gennaio 1923                          | settembre 1923                           |
|                                                                    | Serie di commissarii prefettizi                             | -                                        | -                                        | 1923                                     | 1926                                     |
| Podestà nominati dal governo (1926-1945)                           |                                                             |                                          |                                          |                                          |                                          |
| Nominativo                                                         | Nominativo                                                  | Partito                                  | Partito                                  | Mandato                                  | Mandato                                  |
| Nominativo                                                         | Nominativo                                                  | Partito                                  | Partito                                  | Inizio                                   | Fine                                     |
|                                                                    | Ettore Mazzucco                                             |                                          | Partito Nazionale Fascista               | dicembre 1926                            | settembre 1928                           |
|                                                                    | Luigi Vaccari                                               |                                          | Partito Nazionale Fascista               | 1928                                     | 1934                                     |
|                                                                    | Camillo Rosso                                               |                                          | Partito Nazionale Fascista               | 1934                                     | 1939                                     |
|                                                                    | Giuseppe Benedetto                                          |                                          | Partito Nazionale Fascista               | 1939                                     | 1943                                     |
|                                                                    | Giulio Scovazzi (commissario prefettizio)                   | -                                        | -                                        | luglio 1943                              | settembre 1943                           |
|                                                                    | Annibale Richard (commissario prefettizio)                  | -                                        | -                                        | settembre 1943                           | marzo 1944                               |
|                                                                    | Vittorio Nicola                                             |                                          | Partito Nazionale Fascista               | luglio 1944                              | 25 aprile 1945                           |
| Sindaci nominati dal Comitato di Liberazione Nazionale (1945-1946) |                                                             |                                          |                                          |                                          |                                          |
| Nominativo                                                         | Nominativo                                                  | Partito                                  | Partito                                  | Mandato                                  | Mandato                                  |
| Nominativo                                                         | Nominativo                                                  | Partito                                  | Partito                                  | Inizio                                   | Fine                                     |
|                                                                    | Ernesto Torre                                               |                                          | Partito Socialista Italiano              | 8 giugno 1945                            | autunno 1945                             |
|                                                                    | Carlo Rossi                                                 |                                          | Partito Socialista Italiano              | ottobre 1945                             | 26 aprile 1946                           |

## Repubblica Italiana (dal 1946)
| Sindaci eletti dal consiglio comunale (1946-1993)    | Sindaci eletti dal consiglio comunale (1946-1993) | Sindaci eletti dal consiglio comunale (1946-1993) | Sindaci eletti dal consiglio comunale (1946-1993) | Sindaci eletti dal consiglio comunale (1946-1993) | Sindaci eletti dal consiglio comunale (1946-1993) | Sindaci eletti dal consiglio comunale (1946-1993) | Sindaci eletti dal consiglio comunale (1946-1993) | Sindaci eletti dal consiglio comunale (1946-1993) |
| Nominativo                                           | Nominativo                                        | Partito                                           | Partito                                           | Partito                                           | Partito                                           | Mandato                                           | Mandato                                           | Elezione                                          |
| Nominativo                                           | Nominativo                                        | Partito                                           | Partito                                           | Partito                                           | Partito                                           | Inizio                                            | Fine                                              | Elezione                                          |
| ---------------------------------------------------- | ------------------------------------------------- | ------------------------------------------------- | ------------------------------------------------- | ------------------------------------------------- | ------------------------------------------------- | ------------------------------------------------- | ------------------------------------------------- | ------------------------------------------------- |
|                                                      | Giuseppe Moccagatta                               |                                                   | Partito Socialista Italiano                       | Partito Socialista Italiano                       | Partito Socialista Italiano                       | 26 aprile 1946                                    | 22 settembre 1946                                 | Elezione 1946                                     |
|                                                      | Giovanni Porta                                    |                                                   | Partito Socialista Italiano                       | Partito Socialista Italiano                       | Partito Socialista Italiano                       | 22 settembre 1946                                 | 1947                                              | Elezione 1946                                     |
|                                                      | Nicola Basile                                     |                                                   | Partito Socialista Italiano                       | Partito Socialista Italiano                       | Partito Socialista Italiano                       | 1947                                              | 1951                                              | Elezione 1946                                     |
| 1951                                                 | Nicola Basile                                     | 1956                                              | Partito Socialista Italiano                       | Partito Socialista Italiano                       | Partito Socialista Italiano                       | Elezione 1951                                     |                                                   |                                                   |
| 1956                                                 | Nicola Basile                                     | 1960                                              | Partito Socialista Italiano                       | Partito Socialista Italiano                       | Partito Socialista Italiano                       | Elezione 1956                                     |                                                   |                                                   |
| 1960                                                 | Nicola Basile                                     | 1964                                              | Partito Socialista Italiano                       | Partito Socialista Italiano                       | Partito Socialista Italiano                       | Elezione 1960                                     |                                                   |                                                   |
|                                                      | Amaele Abbiati                                    |                                                   | Partito Socialista Italiano                       | Partito Socialista Italiano                       | Partito Socialista Italiano                       | 1964                                              | 1967                                              | Elezione 1964                                     |
|                                                      | Piero Magrassi                                    |                                                   | Partito Socialista Italiano                       | Partito Socialista Italiano                       | Partito Socialista Italiano                       | 1967                                              | 1970                                              | Elezione 1964                                     |
| 1970                                                 | Piero Magrassi                                    | 1972                                              | Partito Socialista Italiano                       | Partito Socialista Italiano                       | Partito Socialista Italiano                       | Elezione 1970                                     |                                                   |                                                   |
|                                                      | Felice Borgoglio                                  |                                                   | Partito Socialista Italiano                       | Partito Socialista Italiano                       | Partito Socialista Italiano                       | Elezione 1970                                     | 1972                                              | 1975                                              |
| 1975                                                 | Felice Borgoglio                                  | 1979                                              | Partito Socialista Italiano                       | Partito Socialista Italiano                       | Partito Socialista Italiano                       | Elezione 1975                                     |                                                   |                                                   |
|                                                      | Francesco Barrera                                 |                                                   | Partito Socialista Italiano                       | Partito Socialista Italiano                       | Partito Socialista Italiano                       | Elezione 1975                                     | 1979                                              | 1980                                              |
| 1980                                                 | Francesco Barrera                                 | 1985                                              | Partito Socialista Italiano                       | Partito Socialista Italiano                       | Partito Socialista Italiano                       | Elezione 1980                                     |                                                   |                                                   |
|                                                      | Giuseppe Mirabelli                                |                                                   | Partito Socialista Italiano                       | Partito Socialista Italiano                       | Partito Socialista Italiano                       | 30 luglio 1985                                    | 28 giugno 1990                                    | Elezione 1985                                     |
| 28 giugno 1990                                       | Giuseppe Mirabelli                                | 30 dicembre 1991                                  | Partito Socialista Italiano                       | Partito Socialista Italiano                       | Partito Socialista Italiano                       | Elezione 1990                                     |                                                   |                                                   |
|                                                      | Giovanni Battista Priano                          |                                                   | Partito Socialista Italiano                       | Partito Socialista Italiano                       | Partito Socialista Italiano                       | Elezione 1990                                     | 4 febbraio 1992                                   | 30 luglio 1992                                    |
|                                                      | Gian Luca Veronesi                                |                                                   | Partito Socialista Italiano                       | Partito Socialista Italiano                       | Partito Socialista Italiano                       | Elezione 1990                                     | 25 settembre 1992                                 | 24 febbraio 1993                                  |
|                                                      | Cosimo Vincenzo Macrì (commissario prefettizio)   | –                                                 | –                                                 | –                                                 | –                                                 | 26 aprile 1993                                    | 5 dicembre 1993                                   | –                                                 |
| Sindaci eletti direttamente dai cittadini (dal 1993) |                                                   |                                                   |                                                   |                                                   |                                                   |                                                   |                                                   |                                                   |
| Nominativo                                           | Nominativo                                        | Partito                                           | Partito                                           | Coalizione                                        | Coalizione                                        | Mandato                                           | Mandato                                           | Elezione                                          |
| Nominativo                                           | Nominativo                                        | Partito                                           | Partito                                           | Coalizione                                        | Coalizione                                        | Inizio                                            | Fine                                              | Elezione                                          |
|                                                      | Francesca Calvo                                   |                                                   | Lega Nord                                         |                                                   | LN                                                | 7 dicembre 1993                                   | 1º dicembre 1997                                  | Elezione 1993                                     |
|                                                      | Francesca Calvo                                   | LN-L. civiche                                     | Lega Nord                                         | 1º dicembre 1997                                  | 11 giugno 2002                                    | Elezione 1997                                     |                                                   |                                                   |
|                                                      | Mara Scagni                                       |                                                   | Democratici di Sinistra                           |                                                   | DS-DL-PdCI-IdV-UDEUR-FdV                          | 11 giugno 2002                                    | 29 maggio 2007                                    | Elezione 2002                                     |
|                                                      | Piercarlo Fabbio                                  |                                                   | Forza Italia                                      |                                                   | FI-AN-LN-UDC                                      | 29 maggio 2007                                    | 22 maggio 2012                                    | Elezione 2007                                     |
|                                                      | Maria Rita Rossa                                  |                                                   | Partito Democratico                               |                                                   | PD-MOD-IdV-SEL-FdS                                | 22 maggio 2012                                    | 27 giugno 2017                                    | Elezione 2012                                     |
|                                                      | Gianfranco Cuttica di Revigliasco                 |                                                   | Lega Nord                                         |                                                   | LN-FI-FdI-L. civiche                              | 27 giugno 2017                                    | 27 giugno 2022                                    | Elezione 2017                                     |
|                                                      | Giorgio Abonante                                  |                                                   | Partito Democratico                               |                                                   | PD-MOD-M5S-L. civiche                             | 27 giugno 2022                                    | in carica                                         | Elezione 2022                                     |

### Esplicative
1. ↑  Per le cronologie riportate, nella loro interezza e oltre le fonti già citate, si è attinto dall'opera di Carlo A-Valle "Storia di Alessandria. Dalle origini ai giorni nostri" e dal libro di Lucio Bassi e Alberto Ballerino "Il Palazzo Comunale di Alessandria". Ove non specificato diversamente da altre fonti a corredo, dunque, si veda Storia di Alessandria vol. IV dalla pagina 84, e Bassi, Ballerino dalla pagina 102.
2. ↑  «Il Ghilini asserisce, essere stato podestà d'Alessandria in questo anno Aliprando Fava, bresciano, figliuolo di Bonapace. Ma in un instromento dell'undici aprile mille cento novantatre, passato fra gli astigiani e il marchese Bonifazio, il podestà di Alessandria chiamasi Robba, senz'altra indicazione.».
3. ↑  Amizone Burato o Bultrafio.
4. ↑  Come Podestà del Popolo.
5. ↑  O un esponente della famiglia Lanzavecchia (cfr. Alberto Luongo, p. 228).
6. ↑  O Giannotto della Torre (cfr. Cartario alessandrino).
7. ↑  O Guidofredo Torre.
8. ↑  La carica è segnalata dal 20 novembre 1450 con Bartolomeo Porro.
9. ↑  La struttura amministrativa istituita da Carlo Emanuele III, re di Sardegna, era articolata attorno ad un "Consiglio" composto da quattordici membri selezionati direttamente dal monarca. All'interno di questo organismo, un gruppo di cinque consiglieri costituiva la "Ragioneria", un ente che, per le sue funzioni, può essere paragonato ad una giunta comunale. Di questi cinque membri della Ragioneria, due ricoprivano la carica di "Sindaco".
10. ↑  Alessandria, *1722 †1799
11. ↑  Vittorio Amedeo III introdusse significative modifiche nell'organizzazione amministrativa. Il Consiglio venne ristrutturato per includere dieci membri appartenenti alla nobiltà, definiti come rappresentanti della "prima classe", e un numero uguale proveniente dalla borghesia, ovvero la "seconda classe". Questa bipartizione si riflesse anche nella composizione della Ragioneria, formata da quattro consiglieri e due sindaci, uno per ciascuna delle due classi sociali. Il nuovo schema organizzativo riconosceva le crescenti prerogative della borghesia, pur preservando l'influenza predominante dell'aristocrazia. La nomina del sindaco e dei dieci consiglieri nobili, la prima classe, era prerogativa del corpo dei decurioni, espressione dell'aristocrazia locale. Inizialmente, anche i dieci rappresentanti borghesi furono designati direttamente dal re; tuttavia, le modalità di selezione sarebbero state modificate in seguito, prevedendo l'elezione tramite un voto che coinvolse sia i borghesi sia i nobili. La durata del mandato per i sindaci venne fissata in un anno, mentre i consiglieri rimanevano in carica per cinque anni. Era previsto, inoltre, che ogni anno il Consiglio rinnovasse due membri per ogni classe, assicurando così un continuo ricambio al suo interno.
12. ↑  Dal mese di maggio subentra Nicolò Francesco Canefri
13. 1 2  Facente funzioni.
14. ↑  Sindaco provvisorio di nomina regia.
15. ↑  Fermo restando le prerogative e gli assunti base del 1775, secondo quanto stabilito dal provvedimento del 1815, nei centri urbani con una popolazione superiore ai tremila abitanti, come nel caso di Alessandria, la nomina del sindaco sarebbe stata prerogativa del governo, il quale avrebbe dovuto effettuare la scelta all'interno di un elenco di tre candidati proposti dal consiglio comunale. Questo meccanismo di selezione, applicato ad Alessandria, iniziava a generare perplessità all'interno della burocrazia del regno sabaudo, particolarmente a causa della figura del segretario comunale. Quest'ultimo, grazie alla natura permanente della sua posizione, accumulava una conoscenza dell'amministrazione comunale superiore a quella del sindaco di prima classe, il quale veniva eletto per un mandato annuale, creando così una dinamica di potere che suscitava interrogativi sulla sua effettiva funzionalità e equilibrio (cfr. Saverio Almini).
16. ↑  La Regia Patente emanata il 22 dicembre 1840 introdusse importanti cambiamenti nell'organizzazione amministrativa comunale. Con la scomparsa di molte famiglie dell'aristocrazia, il sistema del decurionato fu di fatto dismesso. Nonostante ciò, la distinzione in due classi sociali fu preservata, ma con una novità significativa: l'accesso alla prima classe fu esteso a tutti i cittadini beneficiari del 'privilegio di nobilità'. Per quanto riguarda i sindaci, la novità introdotta riguardò la durata del loro mandato, che fu esteso a tre anni, modificando così la precedente prassi che prevedeva incarichi di durata più breve.
17. ↑  Nel 1848 si assistette alla conclusione del sistema bicamerale dei sindaci. In seguito alle agitazioni popolari di aprile, Giovanni Figarolo di Groppello e Carlo Aliora furono sollevati dai loro incarichi insieme all'intero consiglio municipale. In questo clima di cambiamento, venne istituita una giunta d'ordine e vigilanza. Successivamente, il 7 aprile dello stesso anno, Carlo Alberto decise di nominare un unico sindaco, scegliendo per questo ruolo l'avvocato di orientamento liberale Carlo Parvopassu, segnando così una svolta significativa nella gestione amministrativa comunale. Il 7 ottobre 1848, il Governo Alfieri, su iniziativa del ministro dell'interno Pinelli, introdusse la nuova Legge Comunale e Provinciale. Questa normativa stabiliva l'adozione del voto segreto per l'elezione dei membri dei consigli comunali. Una volta eletto, il consiglio comunale sarebbe stato soggetto alla scelta governativa per la nomina del sindaco. Quest'ultimo, dunque, assumeva un ruolo duplice: leader dell'ente locale e al contempo rappresentante dello Stato all'interno della comunità, riflettendo una nuova concezione dell'incarico di sindaco che integrava le funzioni amministrative locali con responsabilità statali (cfr. Legge Comunale e Provinciale 1848)
18. ↑  Deceduto durante il mandato.
19. ↑  Prima dell'entrata in vigore della Legge per l'unificazione amministrativa del Regno d'Italia, 20 marzo 1865, n. 2248, il sindaco era ancora nominato secondo la precedente Legge comunale e provinciale del 7 ottobre 1848.
20. ↑  Inizialmente facente funzioni, in seguito nominato sindaco.
21. ↑  Il gen. Scovazzi venne nominato dal Governo Badoglio.

### Bibliografiche
1. ↑  Storia di Alessandria I, p. 580; Storia di Alessandria IV, p. 84.
2. ↑  Storia di Alessandria IV, p. 84.
3. ↑  François Menant; Guglielmo Schiavina, p. 86.
4. 1 2  Elisa Occhipinti.
5. ↑  Francesco Guasco di Bisio, tav. III.
6. ↑  Guglielmo Schiavina, p. 91.
7. ↑  Alessandro Laguzzi, p. 3; Guglielmo Schiavina, p. 92.
8. 1 2  Vergano - Gardino, p. 616.
9. ↑  Guglielmo Schiavina, p. 96; Paolo Grillo, p. 14.
10. ↑  Giuseppe Antonio Chenna, p. 70.
11. ↑  Diocesi di Alessandria.
12. ↑  Guglielmo Schiavina, p. 99.
13. 1 2 3 4 5 6 7 8 9 10 11 12 13 14 15 16 17 18 19 20 21 22 23 24  ibidem.
14. ↑  ivi, p. 101.
15. 1 2  ivi, p. 102.
16. ↑  ivi, p. 104.
17. ↑  Riccardo Rao, p. 224.
18. ↑  Guglielmo Schiavina, p. 106.
19. ↑  AS-TO/fasc. 7.
20. ↑  Guglielmo Schiavina, p. 108.
21. ↑  ivi, p. 111.
22. ↑  ivi, p. 113.
23. ↑  ivi, p. 115.
24. ↑  ivi, p. 118.
25. ↑  Alberto Luongo, p. 222).
26. ↑  Guglielmo Schiavina, p. 119.
27. ↑  ivi, p. 120.
28. ↑  Alberto Luongo, p. 225; AS-TO/fasc. 12.
29. ↑  Guglielmo Schiavina, p. 121.
30. ↑  Alberto Luongo, pp. 226, 229.
31. ↑  ivi, p. 229.
32. ↑  Guglielmo Schiavina, p. 127.
33. ↑  Alberto Luongo, p. 228.
34. ↑  Guglielmo Schiavina, p. 130.
35. ↑  Guglielmo Schiavina, p. 131.
36. ↑  Alberto Luongo, p. 233.
37. ↑  Alberto Luongo, p. 234 e seg; Maddalena Moglia, par. 21.
38. 1 2  Maddalena Moglia, par. 21.
39. ↑  Alberto Luongo, p. 236.
40. ↑  ivi, p. 237.
41. ↑  Guglielmo Schiavina, p. 137.
42. 1 2  Cartario alessandrino.
43. ↑  Guglielmo Schiavina, p. 140.
44. ↑  François Menant, p. 51.
45. ↑  Guglielmo Schiavina, p. 142.
46. 1 2  Pompeo Litta Biumi, tav. III.
47. ↑  Guglielmo Schiavina, p. 144.
48. ↑  Clelio Goggi.
49. ↑  Guglielmo Schiavina, p. 145.
50. ↑  Guglielmo Schiavina, p. 146 e 148.
51. ↑  Guglielmo Schiavina, p. 153.
52. ↑  Guglielmo Schiavina, p. 154.
53. 1 2  ivi, p. 155.
54. ↑  ivi, p. 156.
55. ↑  Vittorio Spreti, p. 178.
56. 1 2  Guglielmo Schiavina, p. 156.
57. ↑  Guglielmo Schiavina, p. 163.
58. ↑  ivi, p. 165.
59. ↑  Guglielmo Schiavina, p. 171.
60. ↑  ivi, p. 174.
61. ↑  ivi, p. 180.
62. ↑  Guglielmo Schiavina, p. 160.
63. ↑  Storia di Alessandria vol. IV, p. 147.
64. ↑  ivi, p. 148.
65. ↑  ivi, p. 149.
66. ↑  Guglielmo Schiavina, p. 177.
67. ↑  ivi, p. 160.
68. ↑  ivi, p. 162.
69. ↑  ivi, p. 176.
70. ↑  Guglielmo Schiavina, p. 180.
71. 1 2  Città Futura.
72. 1 2  Storia di Alessandria vol. IV, p. 150.
73. ↑  Elisabetta Canobbio, p. 40.
74. ↑  Pompeo Litta Biumi, tav. II.
75. ↑  Caterina Santoro, p. 528; LombardiaBeniCulturali.
76. ↑  Michele Lodone.
77. ↑  Fantoni, p. 32.
78. ↑  Palazzo Suardi.
79. ↑  Girolamo Ghilini, p. 124; Di Renzo Villata, p. 157.
80. ↑  Giuseppe Antonio Chenna, p. 307.
81. ↑  Storia di Alessandria vol. IV, p. 149.
82. ↑  ivi, p. 150.
83. ↑  ivi, p. 151.
84. ↑  ivi, p. 153.
85. ↑  ivi, p. 154.
86. ↑  Francesco Gasparolo, p. 145.
87. ↑  Dario Busolini; Francesco Guasco di Bisio / I, tav. XVII.
88. ↑  Francesco Guasco di Bisio / VI, tav. V.
89. ↑  Giuseppe Antonio Chenna, p. 272.
90. ↑  Giuseppe Antonio Chenna, vol. II, pp. VII-X.
91. 1 2 3  Francesco Guasco di Bisio / I, tav. XXIV.
92. ↑  Nives Maria Salvo; Mauro Remotti I.
93. ↑  Pietro Civalieri, p. 128.
94. ↑  Pietro Civalieri, pp. 74; 100; Mauro Remotti II.
95. ↑  Pietro Civalieri, p. 13.
96. ↑  ivi, p. 131.
97. ↑  Pietro Civalieri, p. 120.
98. ↑  Deceduto in carica.

### Codici, fondi, archivistica
- Precetto di Oberto Stritto Podestà d'Alba a Ruffino de Mandello Podestà di Alessandria, su archiviodistatotorino.beniculturali.it, Archivio di Stato di Torino.
- Procura di Alberto de Mandello Podestà di Alessandria, su archiviodistatotorino.beniculturali.it, Archivio di Stato di Torino.
- Ordinato del Conseglio Generale della Città di Alessandria, su archiviodistatotorino.beniculturali.it, Archivio di Stato di Torino.
- Francesco Sforza al podestà di Alessandria, su lombardiabeniculturali.it, Regione Lombardia.
- Elisabetta Canobbio, Pergamene della famiglia Mandelli (Archivio Storico della Diocesi di Como, secc. XIII-XVII). Regesti, Lomazzo, New Press, 2000.

### Genealogica, araldica
- Pompeo Litta Biumi, Della Pusterla di Milano, in Famiglie celebri di Italia, vol. 60, Milano, Giulio Ferrario, 1837. Ospitato su https://gallica.bnf.fr.
- Francesco di Paola III Guasco Gallarati di Bisio, Famiglia Guasco di Alessandria, in Tavole genealogiche di famiglie nobili alessandrine e monferrine dal secolo IX al XX, vol. 1, Casale, Tipografia Cooperativa Bellatore, Bosco & C., 1924.
- Francesco Guasco di Bisio, Famiglie Ghilini, Lanzavecchia, Gavigliani, Straneo, in Tavole genealogiche di famiglie nobili alessandrine e monferrine dal secolo IX al XX, vol. 6, opera postuma riveduta e pubblicata dal figlio Emilio, Casale, Tipografia Cooperativa Bellatore, Bosco & C., 1930.
- Vittorio Spreti, Enciclopedia storico-nobiliare italiana, vol. 2, appendice, Milano, Editrice Stirpe, 1935.

### Storica, annalistica, trattatistica
- Girolamo Ghilini, Annali di Alessandria. Overo le cose accadute in essa città nel suo, e circonvicino territorio dell'anno dell'origine sua sino al 1659, Milano, Gioseffo Marelli, 1666.
- Giuseppe Antonio Chenna, Del Vescovato de' Vescovi e delle Chiese della Città e Diocesi d'Alessandria, Alessandria, Ignazio Vimercati Stampatore, 1786.
- Carlo A-Valle, Storia di Alessandria. Dalle origini ai giorni nostri, vol. 1, Torino, Fratelli Falletti, 1853.
- Carlo A-Valle, Storia di Alessandria. Dalle origini ai giorni nostri (PDF), vol. 4, Torino, Fratelli Falletti, 1855.
- Guglielmo Schiavina, Annali di Alessandria, a cura di Carlo A-Valle, traduzione di Carlo A-Valle, Alessandria, Stamperia Barnabè e Borsalino, 1861.
- Francesco Gasparolo, Cartario alessandrino fino al 1300, Torino, Miglietta Milano & C., 1928.
- Caterina Santoro, Gli uffici del dominio sforzesco : (1450-1500), Milano, Fondazione Treccani degli Alfieri per la storia di Milano, 1948.
- Francesco Gasparolo, Notizie storiche sul regime comunale di Alessandria dalla sua origine (PDF), in Rivista di Storia Arte Archeologia per le provincie di Alessandria e Asti, Anno XL, Quaderni I/II, Alessandria, Società Storia Arte Archeologia Alessandria, gennaio/giugno 1931,  pp. 36-156.
- François Menant, Podestà e capitani del Popolo di origine cremonese. Schede prosopografiche (PDF), Roma, Istituto Storico Italiano per il Medio Evo, 1997.
- Clelio Goggi, Storia dei Comuni e delle Parrocchie della Diocesi di Tortona (PDF), Tortona, Tipolitografia San Lorenzo, 2000. Ospitato su https://www.loscagnofresonara.it.
- Alessandro Laguzzi, Guida di Montaldeo (PDF), in Guide dell'Accademia Urbense, vol. 42, Ovada, Accademia Oltregiogo - Accademia Urbense, 2002.
- Pietro Civalieri, Memorie storiche di Alessandria. Parte I (PDF), a cura di Roberto Livraghi, Gianluca Ivaldi e Gian Maria Panizza, Alessandria, Ministero per i beni e le attività culturali. Archivio di Stato di Alessandria, 2006. URL consultato il 2 ottobre 2022 (archiviato dall'url originale il 2 ottobre 2022).
- Lucio Bassi e Alberto Ballerino, Il Palazzo Comunale di Alessandria, Alessandria, Edizioni Il Piccolo, 2008.

### Biografica
- François Menant, Aliprando Faba, in Dizionario biografico degli italiani, vol. 43, Roma, Istituto dell'Enciclopedia Italiana, 1993.
- Dario Busolini, Carlo Guasco, in Dizionario biografico degli italiani, vol. 60, Roma, Istituto dell'Enciclopedia Italiana, 2003.
- Elisa Occhipinti, Guglielmo Della Pusterla, in Dizionario biografico degli italiani, vol. 85, Roma, Istituto dell'Enciclopedia Italiana, 2016.
- Michele Lodone, Piero Vespucci, in Dizionario biografico degli italiani, vol. 99, Roma, Istituto dell'Enciclopedia Italiana, 2020.

### Ricerche, studi, convegni, pubblicazioni
- Lodovico Vergano e Stefano Gardino, La donazione dei marchesi di Occimiano ad Alessandria nel 1198 (PDF), in Rivista di Storia Arte Archeologia per le provincie di Alessandria e Asti, quaderno unico, Alessandria, Società Storia Arte Archeologia Alessandria, Accademia degli Immobili, 1970,  pp. 610-621.
- Paolo Grillo, Francesco Panero (a cura di), I libri iurium del Piemonte sud-orientale: Alessandria e Tortona. Organizzazione del Territorio in Piemonte (secoli XIII-XVI) (PDF), in Bollettino della Società per gli studi storici, archeologici e artistici della provincia di Cuneo, n. 128, Cuneo, 2003,  pp. 9-22.
- Riccardo Rao, I beni del Comune di Vercelli. Dalla rivendicazione all'alienazione (1183 - 1254) (PDF), Vercelli, Societò Storica Vecellese, Università del Piemonte Orientale, 2005.
- Alberto Luongo, Istituzioni comunali e forme di governo personale ad Alessandria nel XIII secolo (PDF), in Reti Medievali, vol. 12, n. 2, Firenze, Firenze University Press, 3 novembre 2011,  pp. 215-249, ISSN 1593-2214 (WC · ACNP).
- Maria Gigliola di Renzo Villata, Egidio Bossi e il giudice: una "finta" terza parte? (PDF), in Acta Historiæ, n. 21, Milano, 2013.
- Maddalena Moglia, I podestà di Oberto Pelavicino nell’Italia settentrionale (1250-1266), in Mélanges de l’École française de Rome - Moyen Âge, vol. 131, n. 1, Roma, École française di Roma, 26 settembre 2019, DOI:10.4000/mefrm.5010. URL consultato il 1º ottobre 2022.
- Giuliana Fantoni, Un ingegnere alla corte degli Sforza: Pietro de Carminati de Brambilla, detto Pietro da Gorgonzola (PDF), in Storia in Martesana, n. 12, Melzo, Centro Studi "Guglielmo Gentili", 2020.

### Quotidiani, periodici, riviste
- Mauro Remotti, Il senatore Vittorio Zoppi, su lavocealessandrina.it, Diocesi di Alessandria, 16 Luglio 2019.
- Mauro Remotti, Il barone Giulio Baciocchi, maire di Alessandria, su mag.corriereal.info, CorriereAl.info, 21 ottobre 2020.

### Risorse in rete
- Saverio Almini, Comune del regno di Sardegna 1815-1859, su lombardiabeniculturali.it.
- La Reliquia della Santa Croce, su diocesialessandria.it.
- 150anni.it,  https://www.150anni.it/webi/_file/documenti/province/Le%20origini%20dell'ordinamento%20comunale%20e%20provinciale/A4Originidoc9.pdf.
- Storia di Alessandria, su cittafutura.al.it.
- Antica dimora Palazzo Suardi, su anticadimora.bergamo.it.
- Nives Maria Salvo, Vittorio Zoppi (PDF), su prefettura.it, Ministero dell'interno.